# دومینیک تان
دومینیک تان (انگلیسی: Dominic Tan؛ زادهٔ ۱۲ مارس ۱۹۹۷) بازیکن فوتبال اهل مالزی است.
از باشگاه‌هایی که در آن بازی کرده‌است می‌توان به باشگاه فوتبال جوهر دارالتعظیم اشاره کرد.
وی همچنین در تیم‌های ملی فوتبال زیر ۱۹ سال، زیر ۲۳ سال و بزرگسالان مالزی بازی کرده‌است.